# Eduardo González Valiño
Eduardo González Valiño, noto come Chacho (La Coruña, 14 aprile 1911 – La Coruña, 21 ottobre 1979), è stato un calciatore spagnolo, di ruolo attaccante.